# Gentianella andreae-mathewsii
Gentianella andreae-mathewsii är en gentianaväxtart som först beskrevs av John Isaac Briquet, och fick sitt nu gällande namn av J.L.Zarucchi. Gentianella andreae-mathewsii ingår i släktet gentianellor, och familjen gentianaväxter. Inga underarter finns listade i Catalogue of Life.